# Microregiunea Dunakeszi
Microregiunea Dunakeszi (în maghiară Dunakeszi kistérség) a fost o microregiune statistică (kistérség) din județul Pest, Ungaria.
Cu o populație de 84.202 locuitori și o suprafață de 125,17 km2, aceasta a existat până în 2014, când în Ungaria, microregiunile ”kistérségek” au fost înlocuite de districte (járások).